# Брузатотани (Венеција)
Брузатотани (итал. Brusatotani) је насеље у Италији у округу Венеција, региону Венето.
Према процени из 2011. у насељу је живело 23 становника. Насеље се налази на надморској висини од 6 м.